# Liste der olympischen Medaillengewinner aus Deutschland/T
- Tajbert, Vitali
Olympische Sommerspiele 2004, (GER): Bronzemedaille, Boxen „Federgewicht Männer“
- Tasiadis, Sideris
Olympische Sommerspiele 2012, (GER): Silbermedaille, Kanuslalom „C1 Männer“
Olympische Sommerspiele 2020, (GER): Bronzemedaille, Kanuslalom „C1 Männer“
- Tauber, Ulrike
Olympische Sommerspiele 1976, (GDR): Silbermedaille, Schwimmen „200 Meter Schmetterling Frauen“
Olympische Sommerspiele 1976, (GDR): Goldmedaille, Schwimmen „400 Meter Lagen Frauen“
- Teichmann, Axel
Olympische Winterspiele 2010, (GER): Silbermedaille, Langlauf „Teamsprint Männer“
Olympische Winterspiele 2010, (GER): Silbermedaille, Langlauf „50 Kilometer klassisch Männer“
- ten Elsen, Eva-Maria
Olympische Sommerspiele 1956, (EAU): Bronzemedaille, Schwimmen „200 Meter Brust Frauen“
- Terletzki, Frank
Olympische Sommerspiele 1980, (GDR): Silbermedaille, Fußball „Männer“
- Tertsch, Lisa
Olympische Sommerspiele 2024, (GER): Goldmedaille, Triathlon „Staffel Mixed“
- Teschke, Jana
Olympische Sommerspiele 2016, (GER): Bronzemedaille, Feldhockey „Frauen“
- Tesdorpf, Burkhard
Olympische Sommerspiele 1984, (FRG): Bronzemedaille, Vielseitigkeitsreiten „Mannschaft “
- Tewes, Jan-Peter
Olympische Sommerspiele 1992, (GER): Goldmedaille, Feldhockey „Männer“
- Tewes, Stefan
Olympische Sommerspiele 1992, (GER): Goldmedaille, Feldhockey „Männer“
- Tews, Andreas
Olympische Sommerspiele 1988, (GDR): Silbermedaille, Boxen „Fliegengewicht Männer“
Olympische Sommerspiele 1992, (GER): Goldmedaille, Boxen „Federgewicht Männer“
- Thanner, Rudolf
Olympische Winterspiele 1976, (FRG): Bronzemedaille, Eishockey „Männer“
- Theilig, Hans
Olympische Sommerspiele 1936, (GER): Goldmedaille, Feldhandball „Männer“
- Theismann, Dirk
Olympische Sommerspiele 1984, (FRG): Bronzemedaille, Wasserball
- Thelen, Eduard
Olympische Sommerspiele 1972, (FRG): Goldmedaille, Feldhockey „Männer“
- Theloke, Stev
Olympische Sommerspiele 2000, (GER): Bronzemedaille, Schwimmen „100 Meter Rücken Männer“
Olympische Sommerspiele 2000, (GER): Bronzemedaille, Schwimmen „4-mal-100-Meter-Lagenstaffel Männer“
- Theodorescu, Monica
Olympische Sommerspiele 1988, (FRG): Goldmedaille, Dressurreiten „Mannschaft“
Olympische Sommerspiele 1992, (GER): Goldmedaille, Dressurreiten „Mannschaft“
Olympische Sommerspiele 1996, (GER): Goldmedaille, Dressurreiten „Mannschaft“
- Theuerkauff, Gudrun
Olympische Sommerspiele 1964, (EAU): Bronzemedaille, Fechten „Florett Mannschaft Frauen“
- Theuerkauff, Jürgen
Olympische Sommerspiele 1960, (EAU): Bronzemedaille, Fechten „Florett Mannschaft Männer“
- Thiede, Peter
Olympische Sommerspiele 1996, (GER): Silbermedaille, Rudern „Achter Männer“
- Thiedemann, Fritz
Olympische Sommerspiele 1952, (GER): Bronzemedaille, Dressurreiten „Mannschaft“
Olympische Sommerspiele 1952, (GER): Bronzemedaille, Springreiten „Einzel“
Olympische Sommerspiele 1956, (EAU): Goldmedaille, Springreiten „Mannschaft“
Olympische Sommerspiele 1960, (EAU): Goldmedaille, Springreiten „Mannschaft“
- Thiel, Andreas
Olympische Sommerspiele 1984, (FRG): Silbermedaille, Handball „Männer“
- Thiele, Annekatrin
Olympische Sommerspiele 2008, (GER): Silbermedaille, Rudern „Doppelzweier Frauen“
Olympische Sommerspiele 2012, (GER): Silbermedaille, Rudern „Doppelvierer Frauen“
Olympische Sommerspiele 2016, (GER): Goldmedaille, Rudern „Doppelvierer Frauen“
- Thiele, Jürgen
Olympische Sommerspiele 1980, (GDR): Goldmedaille, Rudern „Vierer ohne Steuermann“
- Thiele, Kerstin
Olympische Sommerspiele 2012, (GER): Silbermedaille, Judo „Mittelgewicht Frauen“
- Thiele, Klaus
Olympische Sommerspiele 1980, (GDR): Silbermedaille, Leichtathletik „4-mal-400-Meter-Staffel Männer“
- Thielemann, Ursula
Olympische Sommerspiele 1984, (FRG): Silbermedaille, Feldhockey „Frauen“
- Thieme, Alexander
Olympische Sommerspiele 1976, (GDR): Silbermedaille, Leichtathletik „4-mal-100-Meter-Staffel Männer“
- Thieme, Jana
Olympische Sommerspiele 2000, (GER): Goldmedaille, Rudern „Doppelzweier Frauen“
- Thimm, Ute
Olympische Sommerspiele 1984, (FRG): Bronzemedaille, Leichtathletik „4-mal-400-Meter-Staffel Frauen“
- Thoma, Dieter
Olympische Winterspiele 1994, (GER): Bronzemedaille, Skispringen „Normalschanze Männer“
Olympische Winterspiele 1994, (GER): Goldmedaille, Skispringen „Mannschaft Männer“
Olympische Winterspiele 1998, (GER): Silbermedaille, Skispringen „Mannschaft Männer“
- Thoma, Georg
Olympische Winterspiele 1960, (EAU): Goldmedaille, Nordische Kombination „Einzel Männer“
Olympische Winterspiele 1964, (EAU): Bronzemedaille, Nordische Kombination „Einzel Männer“
- Thomas, Johannes
Olympische Sommerspiele 1976, (GDR): Silbermedaille, Rudern „Vierer mit Steuermann“
- Thomaschinski, Simone
Olympische Sommerspiele 1992, (GER): Silbermedaille, Feldhockey „Frauen“
- Thoms, Lothar
Olympische Sommerspiele 1980, (GDR): Goldmedaille, Radsport „1000 Meter Zeitfahren Männer“
- Thomsen, Peter
Olympische Sommerspiele 2008, (GER): Goldmedaille, Vielseitigkeitsreiten „Mannschaft“
Olympische Sommerspiele 2012, (GER): Goldmedaille, Vielseitigkeitsreiten „Mannschaft“
- Thomsen, Theodor
Olympische Sommerspiele 1956, (EAU): Bronzemedaille, Segeln „Drachen-Klasse Männer“
- Thost, Nicola
Olympische Winterspiele 1998, (GER): Goldmedaille, Snowboard „Halfpipe Männer“
- Thümer, Petra
Olympische Sommerspiele 1976, (GDR): Goldmedaille, Schwimmen „400 Meter Freistil Frauen“
Olympische Sommerspiele 1976, (GDR): Goldmedaille, Schwimmen „800 Meter Freistil Frauen“
- Thümmler, Dörte
Olympische Sommerspiele 1988, (GDR): Bronzemedaille, Turnen „Mehrkampf Frauen“
- Thun, Karl-Heinz
Olympische Sommerspiele 1968, (GDR): Bronzemedaille, Segeln „Drachen“
Olympische Sommerspiele 1972, (GDR): Bronzemedaille, Segeln „Drachen“
- Thüne, Wolfgang
Olympische Sommerspiele 1972, (GDR): Bronzemedaille, Turnen „Mannschaftszwölfkampf Männer“
- Tiafack, Nelvie
Olympische Sommerspiele 2024, (GER): Bronzemedaille, Boxen „Superschwergewicht Männer“
- Tiepold, Peter
Olympische Sommerspiele 1972, (GDR): Bronzemedaille, Boxen „Halbmittelgewicht“
- Tiersch, Gunther
Olympische Sommerspiele 1968, (FRG): Goldmedaille, Rudern „Achter Männer“
- Tietgens, Waldemar
Olympische Sommerspiele 1900, (GER): Bronzemedaille, Rudern „Vierer mit Steuermann Männer“
- Tietz, Marion
Olympische Sommerspiele 1976, (GDR): Silbermedaille, Handball „Frauen“
Olympische Sommerspiele 1980, (GDR): Bronzemedaille, Handball „Frauen“
- Tilker, Ewald
Olympische Sommerspiele 1936, (GER): Silbermedaille, Kanurennsport „K2 1000 Meter Männer“
- Timmermann, Ulf
Olympische Sommerspiele 1988, (GDR): Goldmedaille, Leichtathletik „Kugelstoßen Männer“
- Tippelt, Sven
Olympische Sommerspiele 1988, (GDR): Bronzemedaille, Turnen „Ringe Männer“
Olympische Sommerspiele 1988, (GDR): Bronzemedaille, Turnen „Barren Männer“
Olympische Sommerspiele 1988, (GDR): Silbermedaille, Turnen „Mehrkampf Männer“
- Tivontschik, Andrei
Olympische Sommerspiele 1996, (GER): Bronzemedaille, Leichtathletik „Stabhochsprung Männer“
- Todten, Jacqueline
Olympische Sommerspiele 1972, (GDR): Silbermedaille, Leichtathletik „Speerwurf Frauen“
- Toljan, Jeremy
Olympische Sommerspiele 2016, (GER): Silbermedaille, Fußball „Männer“
- Tölzer, Andreas
Olympische Sommerspiele 2012, (GER): Bronzemedaille, Judo „Schwergewicht Männer“
- Trajdos, Martyna
Olympische Sommerspiele 2020, (GER): Bronzemedaille, Judo „Mannschaft Mixed“
- Traun, Friedrich Adolf
Olympische Sommerspiele 1896, (Mixed Team GBR/GER): Goldmedaille, Tennis „Doppel Männer“
- Trautmann, Andreas
Olympische Sommerspiele 1980, (GDR): Silbermedaille, Fußball „Männer“
- Trautmann, Richard
Olympische Sommerspiele 1992, (GER): Bronzemedaille, Judo „Superleichtgewicht Männer“
Olympische Sommerspiele 1996, (GER): Bronzemedaille, Judo „Superleichtgewicht Männer“
- Treiber, Birgit
Olympische Sommerspiele 1976, (GDR): Silbermedaille, Schwimmen „100 Meter Rücken Frauen“
Olympische Sommerspiele 1976, (GDR): Silbermedaille, Schwimmen „200 Meter Rücken Frauen“
Olympische Sommerspiele 1980, (GDR): Bronzemedaille, Schwimmen „200 Meter Rücken Frauen“
- Trieloff, Norbert
Olympische Sommerspiele 1980, (GDR): Silbermedaille, Fußball „Männer“
- Trieloff, Otto
Olympische Sommerspiele 1908, (GER): Silbermedaille, Leichtathletik „Olympische Staffel“
- Trippel, Eduard
Olympische Sommerspiele 2020, (GER): Silbermedaille, Judo „Mittelgewicht Männer“
Olympische Sommerspiele 2020, (GER): Bronzemedaille, Judo „Mannschaft Mixed“
- Tröger, Christian
Olympische Sommerspiele 1992, (GER): Bronzemedaille, Schwimmen „4-mal-100-Meter-Freistilstaffel Männer“
Olympische Sommerspiele 1996, (GER): Bronzemedaille, Schwimmen „4-mal-100-Meter-Freistilstaffel Männer“
Olympische Sommerspiele 1996, (GER): Bronzemedaille, Schwimmen „4-mal-200-Meter-Freistilstaffel Männer“
- Trompertz, Moritz
Olympische Sommerspiele 2016, (GER): Bronzemedaille, Feldhockey „Männer“
- Trump, Peter
Olympische Sommerspiele 1972, (FRG): Goldmedaille, Feldhockey „Männer“
- Tscharke, Rainer
Olympische Sommerspiele 1972, (GDR): Silbermedaille, Volleyball „Männer“
- Tscharnke, Tim
Olympische Winterspiele 2010, (GER): Silbermedaille, Langlauf „Teamsprint Männer“
- Tschussowitina, Oksana
Olympische Sommerspiele 2008, (GER): Silbermedaille, Turnen „Sprung Frauen“
- Tüller, Horst
Olympische Sommerspiele 1956, (EAU): Bronzemedaille, Straßenradsport „Mannschaftsfahren“
- Tümmler, Bodo
Olympische Sommerspiele 1968, (FRG): Bronzemedaille, Leichtathletik „1500 Meter Männer“
- Tyll, Axel
Olympische Sommerspiele 1972, (GDR): Bronzemedaille, Fußball „Männer“